# Erste Schlacht von El Alamein
1940: Italienische Invasion Ägyptens – Operation Compass
1941: Unternehmen Sonnenblume – Belagerung von Tobruk – Operation Battleaxe – Operation Crusader
1942: Unternehmen Theseus – Erste Schlacht von El Alamein – Schlacht von Alam Halfa – Zweite Schlacht von El Alamein – Operation Torch
1943: Tunesienfeldzug
Als erste Schlacht von El Alamein werden die Gefechte im Zeitraum vom 1. bis 31. Juli 1942 während des Afrikafeldzugs im Zweiten Weltkrieg bei El Alamein in Ägypten zwischen der deutsch-italienischen Panzerarmee Afrika, befehligt von Generalfeldmarschall Erwin Rommel, und der britischen 8. Armee, unter Claude Auchinleck, bezeichnet. Die Schlacht führte zur Beendigung des Vormarschs Rommels durch Ägypten und markiert zusammen mit der folgenden Schlacht bei Alam Halfa und schließlich der zweiten Schlacht von El Alamein das Scheitern der Expansionsbemühungen der Achsenmächte in Nordafrika.

## Hintergrund
Italien hatte Frankreich und Großbritannien am 10. Juni 1940 den Krieg erklärt. Der italienische Diktator Benito Mussolini ging von einem nur kurzen Krieg aus und hoffte, durch ein Bündnis mit dem Deutschen Reich einige der Gebietsansprüche Italiens befriedigen zu können. In Nordafrika bestanden diese zum einen aus einer Vergrößerung der Kolonie Italienisch-Libyen Richtung Westen um das französische Protektorat Tunesien. In östliche Richtung strebte Italien eine Kontrolle über Ägypten und den strategisch wichtigen Sueskanal an, sowie die Herstellung einer direkten Landverbindung zu seinen Kolonien in Ostafrika. Nachdem Frankreich im Westfeldzug geschlagen worden war und Tunesien zum nun verbündeten Vichy-Frankreich gehörte, richteten sich die italienischen Expansionsziele in Nordafrika ganz auf Ägypten. Am 9. September 1940 marschierte Italien schließlich mit der 10. Armee in Ägypten ein.

## Kriegsverlauf in Afrika
Die Invasion verlief allerdings wenig erfolgreich und kam aufgrund der schlechten Versorgung und Ausrüstung der Truppen nur wenig mehr als 100 km hinter der ägyptisch-libyschen Grenze zum Stehen. Am 8. Dezember starteten die Alliierten mit der Operation Compass eine Gegenoffensive. Das ursprünglich auf nur wenige Tage begrenzte und der Vertreibung der italienischen Armee aus Ägypten gerichtete Unternehmen erwies sich als derart erfolgreich, dass der Vormarsch bis nach Libyen fortgesetzt wurde. Bis Anfang Februar 1941 hatten die alliierten Truppen die Kyrenaika bis einschließlich El Agheila besetzt und die italienische 10. Armee nahezu restlos aufgerieben.
Die vollständige Einnahme Italienisch-Libyens unterblieb allerdings, da Teile der in Nordafrika eingesetzten alliierten Truppen zur Abwehr des sich ankündigenden Balkanfeldzugs des Deutschen Reichs im April 1941 benötigt wurden. Während die Alliierten somit ab Februar 1941 Truppen zur Verteidigung Griechenlands abzogen, verschiffte Deutschland im so genannten Unternehmen Sonnenblume zeitgleich und heimlich erste Truppenkontingente nach Tripolis und begründete das Deutsche Afrikakorps. Nur wenige Wochen nach seinem Eintreffen ging das von Erwin Rommel kommandierte Afrikakorps zusammen mit den italienischen Divisionen in Libyen zu einer erneuten Offensive über. Die wenigen und überwiegend unerfahrenen alliierten Truppen zogen sich hastig aus der Kyrenaika wieder zurück.
Im Laufe des April waren die Achsenmächte erneut bis zum Halfaya-Pass auf ägyptisches Territorium vorgedrungen. Lediglich der strategisch bedeutsame Tiefwasserhafen Tobruk wurde weiterhin von einer alliierten Besatzung gehalten. Nachdem eine Reihe von Angriffen auf Tobruk im April und Anfang Mai 1941 gescheitert waren, stellte sich Rommel zur Schonung seiner begrenzten Ressourcen auf eine längere Belagerung der Stadt ein. Das alliierte Oberkommando im Nahen Osten unter Archibald Wavell begann zeitgleich mit der Planung und Vorbereitung einer Gegenoffensive, um die Kontrolle über die Kyrenaika zurückzuerlangen und die belagerte Stadt zu entsetzen. Die erste Gegenoffensive, genannt Operation Brevity, startete bereits am 15. Mai, konnte allerdings wenig mehr als die Rückeroberung des Halfaya-Passes (und das auch nur bis zum 27. Mai) erreichen. Zeitgleich (20. Mai – 1. Juni 1941) wurde die Luftlandeschlacht um Kreta geführt, die, sollte das Deutsche Reich erfolgreich sein, die Luftunterstützung und die Versorgung der Achsenmächte deutlich verbessern würde. Eine zweite, am 15. Juni gestartete alliierte Offensive, die Operation Battleaxe, scheiterte unter großen Verlusten an Panzern, wobei die alliierten Truppen nur knapp der Einkreisung und Vernichtung entgingen. Nach diesem Fehlschlag wurde Archibald Wavell als Oberkommandierender des Middle East Command durch Claude Auchinleck abgelöst.
Auchinleck gelang es mit einer im November 1941 gestarteten Offensive, genannt Operation Crusader, schließlich die belagerte Stadt Tobruk zu entsetzen und das gesamte Gebiet bis zur ägyptisch-libyschen Grenze unter alliierte Kontrolle zu bringen. Eine erneute Besetzung der restlichen Kyrenaika scheiterte aber an einer schnell eingeleiteten Gegenoffensive Rommels, die schließlich Anfang Februar beim alliierten Verteidigungsgürtel bei Gazala zu einem Patt führte. Nach einer mehrmonatigen Kampfpause, die beide Seiten zum Wiederaufbau ihrer Truppen nutzten, griff Rommel schließlich am 26. Mai 1942 im so genannten Unternehmen Theseus die Alliierten bei Gazala an. Die etwa drei Wochen dauernde Schlacht führte zum Rückzug der britischen 8. Armee nach Ägypten, sowie der Einnahme Tobruks durch die Panzerarmee Afrika. Rommel ließ keine Zeit verstreichen, sondern setzte unmittelbar nach dem Fall der Stadt zur Verfolgung der alliierten Truppen und dem Einmarsch in Ägypten an.

## Militärische Ausgangslage
Nach der Niederlage bei der Schlacht von Gazala im Juni 1942 hatte sich die britische 8. Armee zunächst auf Marsa Matruh in Ägypten, dann auf die noch einmal etwa 160 km weiter östlich gelegene Alamein-Linie zurückgezogen. Den sicheren Rückzug seiner Truppen ließ Auchinleck durch kleine, aber kampfkräftige Formationen decken, die die Panzerarmee Rommels zunächst bei Marsa Matruh, dann bei Fuka in zeitraubende Gefechte verwickelten. Auf ihrer endgültigen Verteidigungslinie hielten die Alliierten einen 65 km breiten, relativ ebenen Wüstenstreifen zwischen der Stadt El Alamein an der Mittelmeerküste und der für schweres Gerät unpassierbaren Qattara-Senke im Süden. Nach der Erfahrung bei der Schlacht von Gazala, wollte Auchinleck so sicherstellen, dass Rommel nicht wieder die Möglichkeit für eine Umgehung seiner Position haben würde. Die Verteidigungsstellungen selbst waren mangels Zeit kaum vorbereitet worden und verfügten weder über Drahtverhaue noch Minenfelder. Anstatt einer durchgehenden Linie von Stellungen konzentrierten sich die alliierten Truppen an drei strategisch wichtigen Punkten: an der Bahnstation el-Alamein im Norden, Bab el Qattara im Zentrum und Naqb Abu im Süden am Rand der Senke. Ende Juni 1942 erreichten die Truppen der Achsenmächte die Stellungen der Alliierten bei el-Alamein.

## Rommels Angriffsplan
Ursprünglich hatten die Pläne der Achsenmächte nach der Einnahme Tobruks eine sechswöchige Pause zur Erholung und Versorgung der Truppen vorgesehen. Angesichts des Rückzugs der 8. Armee wollte Rommel die Situation aber so schnell wie möglich ausnutzen und Auchinleck keine Möglichkeit geben, seine Truppen neu zu formieren. Wäre die 8. Armee überwunden, lägen ganz Ägypten und der Nahe Osten offen. Die Panzerarmee Afrika setzte den Vormarsch nach Osten daher unmittelbar nach dem Fall Tobruks fort. Als sie vor el-Alamein eintraf, waren die Vorräte insbesondere an Treibstoff weitgehend aufgebraucht, die Nachschubwege bis an die Belastungsgrenzen überdehnt und die Soldaten erschöpft. Rommel wusste, dass es ihm gelingen musste, die alliierte Verteidigung in einem schnellen Stoß zu durchdringen und die Rückzugswege der 8. Armee abzuschneiden.
Sein Plan sah vor, mit der 90. leichten Afrika-Division nördlich des Ruweisat-Kamms, und mit der 15. und 21. Panzer-Division südlich davon vorzurücken. Die beiden Panzerdivisionen würden dann nach Süden abdrehen und bis zum Miteirya-Kamm vorstoßen. Die 90. leichte sollte östlich von el-Alamein Stellung beziehen. Während die deutschen Truppen damit die alliierten Verteidigungsstellungen nach Osten abdeckten, würden die italienischen Divisionen diese von Westen angreifen und zwar das XXI. Korps el-Alamein im Norden und das XX. Korps Bab el Qattara im Süden. In der nachfolgenden Kesselschlacht sollten die alliierten Verbände aufgerieben und zugleich mögliche Verstärkungen von Osten abgewehrt werden. Sobald damit der überwiegende Großteil der alliierten Verteidiger vernichtet wäre, könnte der finale Vormarsch auf Alexandria erfolgen.

## Beteiligte Streitkräfte

### Achsenmächte
- Panzerarmee Afrika (Generalfeldmarschall Erwin Rommel)
  - Deutsches Afrikakorps
    - 15. Panzer-Division
    - 21. Panzer-Division
    - 90. leichte Afrika-Division

  - italienisches XX. Korps
    - 132. Panzer-Division “Ariete”
    - 101. motorisierte Infanteriedivision “Trieste”
    - 133. Panzerdivision “Littorio”

  - italienisches XXI. Korps
    - 102. motorisierte Infanteriedivision “Trento”
    - 60. Infanteriedivision “Sabratha”

  - italienisches X. Korps
    - 17. Infanteriedivision “Pavia”
    - 27. Infanteriedivision “Brescia”

- Luftflotte 2 (Generalfeldmarschall Albert Kesselring)
  - Fliegerführer Afrika[1] (Generalleutnant Otto Hoffmann von Waldau)
    - Stab, I. bis III./Sturzkampfgeschwader 3
    - Stab, I. bis III./Jagdgeschwader 3
    - III. und 10./Jagdgeschwader 53
    - 12./Lehrgeschwader 1
    - Kurierstaffel Afrika, Wüstennotstaffel Afrika
    - Luftgaustab z. b. V. Afrika

### Alliierte
Middle East Command Claude Auchinleck
- 8. Armee (Claude Auchinleck)
  - XIII Corps
    - 1. südafrikanische Infanteriedivision
    - 1. britische Panzerdivision
    - 10. indische Infanteriedivision

  - XXX Corps
    - 7. britische Panzerdivision
      - 1. freifranzösische Brigade

    - 2. neuseeländische Infanteriedivision
    - 4. indische Infanteriedivision

  - Reserve
    - 50. britische Infanteriedivision
      - 2. freifranzösische Brigade
      - 1. griechische Brigade

    - 9. australische Infanteriedivision
    - 8. britische Panzerdivision

## Verlauf der Schlacht
Nach Plänen der Achsenmächte sollte am 1. Juli ein Durchbruch der Alamein-Stellung im Norden herbeigeführt werden. Nach anfänglichen Erfolgen scheiterte der Versuch jedoch am Widerstand der alliierten Truppen. Das Oberkommando der Panzerarmee vermutete, dass britische Gegenangriffe erfolgen würden. Daher erging am 3. Juli die Anordnung, zur Verteidigung überzugehen und Truppenverschiebungen durchzuführen, die der Vorbereitung der Wiederaufnahme der Offensive dienten. Dies interpretierten die Briten in Kombination mit dem durch Ultra entschlüsselten Funkspruch, der den Befehl zur Einstellung des Angriffes übermittelte, als Beginn eines allgemeinen Rückzuges von Rommel. Daher gingen die alliierten Truppen zur vermeintlichen Verfolgung über und stießen auf den deutsch-italienischen Panzerabwehrschirm, der zwar größtenteils aus Attrappen aufgebaut war, jedoch seinen Zweck erfüllte. Es erfolgten noch kleinere lokale Vorstöße, die von den deutsch-italienischen Truppen mit Mühe abgewehrt werden konnten.
Bis zum 9. Juli wurden die Umgruppierungen am Südflügel vollendet. Gemäß Schlachtberichten der Panzerarmee Afrika wurde es als besonders notwendig angesehen, die neuseeländische 2. Division auszuschalten. Der Grund dafür war, dass die Division einen Frontvorsprung nach Westen besetzt hielt, wodurch eine permanente Gefahr für die deutsch-italienischen Truppen bestand, die nordöstlich des Verbandes standen. Nach Erfolgen von Angriffen der 21. Panzer-Division, der Aufklärungsabteilung 33 sowie der 90. leichten Afrika-Division am 9. Juli ging Rommel von einem Rückzug der britischen 8. Armee aus. Daher ordnete er für den Anbruch des folgenden Tages einen Angriff des Südflügels der Panzerarmee Afrika an.
Dieser Vorstoß begann planmäßig und die Verbände der Achsenmächte konnten gut vorankommen. Im äußersten Norden der Front lief unterdessen ab 6:00 Uhr ein britischer Großangriff an, der durch starke einstündige Artillerieangriffe vorbereitet worden war. Dabei konnte die australische 9. Division, unterstützt von der 1. Heeres-Panzerbrigade, nördlich der Via Balbia einen Durchbruch bei der italienischen Division Sabratha erzielen. Diese wurde auf ihrer Flucht nahezu vollständig zerschlagen, wobei der Großteil der italienischen Truppen sowie der Fernaufklärungskompanie 621 in Gefangenschaft gingen. Erst fünf Kilometer weiter westlich brachten das neu herangeführte Infanterieregiment 382 gemeinsam mit Unterstützung von Flak und MGs den Vorstoß zum Erliegen. Am nächsten Tag wurden die Angriffe südlich der Via Balbia fortgesetzt. Aufgrund von erneuten Erfolgen mussten große Teile der Armeeartillerie sowie neue Verbände zur Abriegelung des Durchbruchs herangeführt werden. Aus diesem Grund ließ Rommel die Offensive im Süden einstellen.
Die 21. Panzer-Division nahm am 13. Juli um 12 Uhr erneut ihren Angriff von Süden auf die Alamein-Box auf, die sie durchdringen und zur Via Balbia vorstoßen sollte. Diese Attacke wurde jedoch trotz starker Unterstützung von Sturzkampfbombern durch das Abwehrfeuer der alliierten Artillerie gestoppt. Nachdem ein erneuter Vorstoß, nun auf den australischen Frontvorsprung, scheiterte, ging die Panzerarmee aufgrund der Erschöpfung ihrer Kampfkraft zur Verteidigung über.
Nachdem die Funkaufklärung Claude Auchinleck am 13. Juli über die Nordverschiebung der 21. Panzer-Division in Kenntnis gesetzt hatte, nahm er umgehend die Planungen für einen erneuten Großangriff im Frontzentrum auf, da ihm die deutschen Verbände überdehnt erschienen. Gemäß diesen Plänen sollten die indische 5. Division, die 1. Panzerdivision und die neuseeländische 2. Division in Frontmitte angreifen. Schon kurz nach dem Beginn der Operation am 15. Juli um 4:30 Uhr konnten Erfolge erzielt werden, die letztendlich zur Vernichtung eines Großteils des italienischen X. Armeekorps führte. Durch einen Gegenstoß der 15. Panzerdivision und der Aufklärungsabteilungen 3 und 33 konnte die Lage wieder stabilisiert werden. Trotzdem erfolgten weiterhin neue Angriffe seitens der 8. Armee. Bei einer Attacke von zwei durch Panzer verstärkten Kampfgruppen der australischen 9. Division verloren die italienische Division Trieste ein Bataillon, die Division Trento eine Artillerieabteilung. Die Vorstöße konnten durch die Kräfte der Kampfgruppe Briel, Aufklärungsabteilungen 3 und 33 sowie Teile des Schützenregiments 104, die aus dem Mittelabschnitt herangeführt wurden, bis zum Abend gestoppt werden, wobei die angreifenden Truppen zurückgedrängt wurden.
Durch die Erfolge bildete sich im Oberkommando der 8. Armee die Auffassung, dass die italienischen Kräfte nicht mehr weit von einem Zusammenbruch entfernt seien, was wiederum zur Planung einer größeren Angriffsoperation des XIII. Korps in den folgenden Tagen führte. Letztendlich konnte die Offensive der indischen 5. Division und der 1. Panzerdivision trotz starker Artillerieunterstützung nicht ihre Ziele erreichen. Ein Grund dafür war unter anderem, dass die angreifenden Verbände auf deutsche Kräfte stießen, die einen Durchbruch zu den Italienern verhinderten. Die britische RAF führte ohne Unterbrechung Bombenangriffe von höchster Intensität durch, die jedoch nach Aussage des Kriegstagebuches der 21. Panzer-Division zumindest in ihrem Bereich vollständig unbedeutend seien. Trotzdem wurde jedoch die Verbindung des Afrikakorps zu seinen Truppenteilen zerstört, sodass weitgehende Unklarheit herrschte. Walther Nehring, der Kommandierende General des Afrikakorps, gab daher den Befehl, einen Gegenangriff der 21. Panzer-Division mit dem Panzer-Regiment 8 der 15. Panzer-Division abzubrechen, um bei Anbruch des Tageslichtes erneut eine Offensive mit gesammelten Kräften durchführen zu können. Die am 22. Juli vorgetragene Attacke zeigte Erfolg, wobei vor allem neuseeländische Truppen starke Verluste erlitten. Bei einem folgenden Angriff der Neuseeländer mit Panzerunterstützung erzielten die Verbände einen Durchbruch durch die italienischen Linien, wobei sich die italienischen Truppen ergaben und der Vorstoß bis zur Höhe 63 weitergeführt werden konnte. Bei der nun erreichten Qattara-Piste leitete das deutsche Panzerregiment 5 einen Gegenangriff ein, in dessen Folge die 23. britische Panzerbrigade 203 Mann sowie 40 ihrer 100 Panzer verlor. Des Weiteren wurden 47 Stück schwer beschädigt. Zusätzlich konnte ein weiterer Einbruch in ein Minenfeld bereinigt werden. Ein erneuter starker britischer Angriff mit dem Ziel, zu den italienischen Truppen vorzustoßen und in weiterer Folge einen Zusammenbruch der Front herbeizuführen, scheiterte nach Anfangserfolgen der Inder und Neuseeländer. Sowohl die britische 8. Armee als auch die Panzerarmee Afrika erlitten schwere Verluste, wobei auf britischer Seite zwei erfahrene Infanteriebrigaden komplett und eine Panzerbrigade zu zwei Dritteln vernichtet wurden.
Zum selben Zeitpunkt verlor die Panzerarmee am 22. Juli zwei schwache Bataillone des Schützenregiments 104 sowie eine Kompanie des Infanterieregiments 155. Dabei zeigte sich, dass sowohl die italienischen als auch die eingeschobenen deutschen Verbände an der Obergrenze ihrer Leistungsfähigkeit angelangt waren. Im Armeeoberkommando war man der Meinung, dass die Lage sich zwar stabilisiert habe, die Krise jedoch noch nicht zu Ende sei. Ein weiterer, letzter Durchbruchsversuch von alliierten Verbänden in der Nacht vom 26. auf den 27. Juli scheiterte nach vielversprechenden Anfangserfolgen an schlechter Koordination zwischen Infanterie und Panzertruppen.
Die Kräfte der 8. Armee waren erschöpft, und am 31. Juli verlangte Auchinleck ein Ende der offensiven Operationen und das Verstärken der Verteidigung, um sich auf eine Großoffensive vorzubereiten.

## Folgen
Die Schlacht endete in einer Pattsituation, aber der Vormarsch der Achsenmächte auf Alexandria (und dann Kairo) wurde aufgehalten. Ein zweiter Versuch Rommels, die alliierten Stellungen zu durchbrechen, wurde in der Schlacht von Alam Halfa im August verhindert. Claude Auchinleck, der sich geweigert hatte, einen erneuten Angriff durchzuführen, bevor er seine Truppen neu gruppiert hätte, wurde durch General Harold Alexander als Oberbefehlshaber Nahost und General Bernard Montgomery als Befehlshaber der 8. Armee ersetzt. Unter letzterem besiegte die 8. Armee im November die Achsenmächte in der zweiten Schlacht von El Alamein.

## Kriegsgräberstätten um El Alamein

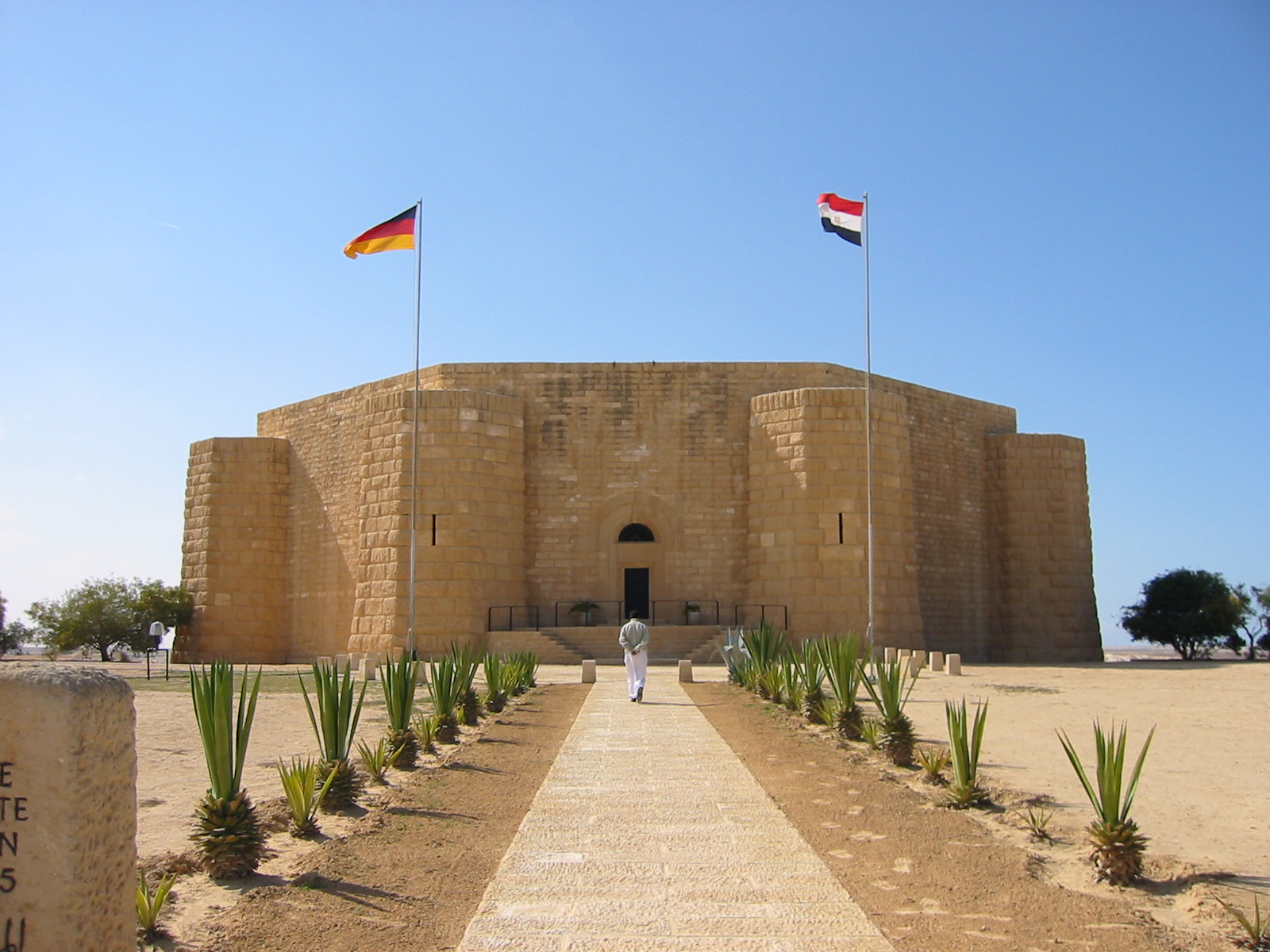
Deutsche Kriegsgräberstätte in El Alamein

Der in El Alamein angelegte Commonwealth-Soldatenfriedhof mit 7500 Gräbern sowie die deutsche Kriegsgräbergedenkstätte mit 4213 Gefallenen sowie die italienische Gedenkstätte für die Gefallenen des Zweiten Weltkriegs werden auch von Touristen in El Alamein besucht. Außerdem befinden sich um El Alamein der Friedhof der libyschen Soldaten und das Griechische Ehrenmal.